# Virämie
Virämie bezeichnet das Vorhandensein von Viren im Blut. Dies tritt bei fast allen Virusinfektionen für einen bestimmten Zeitraum auf. Die Konzentration von Viren im Blut oder Serum wird auch als Viruslast bezeichnet.
Der Virämie geht oftmals eine Zerstörung der Wirtszellen voraus, in denen sich die Viren reproduziert haben. Oft wird die Virämie im Zuge der Immunreaktion aufgrund eines Anstiegs der Interleukine 1 und 6 von Fieber und Schüttelfrost begleitet.
Die Entsprechung zur Virämie findet sich bei Bakterien in der Bakteriämie und bei Parasiten in der Parasitämie.